# The Warrens of Virginia (1915)
The Warrens of Virginia is een Amerikaanse oorlogsfilm uit 1915 onder regie van Cecil B. DeMille.

## Verhaal
Ned Burton verlaat zijn zuidelijke vriendin Agatha Warren om te vechten voor de noordelijke staten. Agatha wordt verscheurd tussen haar trouw aan de Confederatie en haar liefde voor Burton.

## Rolverdeling
| Acteur             | Personage        |
| ------------------ | ---------------- |
| Blanche Sweet      | Agatha Warren    |
| James Neill        | Generaal Warren  |
| Page Peters        | Arthur Warren    |
| Mabel Van Buren    | Mevrouw Warren   |
| House Peters       | Ned Burton       |
| Dick La Reno       | Generaal Griffin |
| Sydney Deane       | Generaal Harding |
| Raymond Hatton     | Blake            |
| Milton Brown       | Zeke Biggs       |
| Richard L'Estrange | Bill Peavey      |
| Lucien Littlefield | Tom Dabney       |
| Gerald Ward        | Bob Warren       |
| Mildred Harris     | Betty Warren     |